# Platypalpus kosi
Platypalpus kosi är en tvåvingeart som först beskrevs av Smith 1965.  Platypalpus kosi ingår i släktet Platypalpus och familjen puckeldansflugor.
Artens utbredningsområde är Nepal. Inga underarter finns listade i Catalogue of Life.